# Джоко Дамоно, Сапарди
Сапарди Джоко Дамоно (индон. Sapardi Djoko Damono; 20 марта 1940, Суракарта — 19 июля 2020, Тангеранг Селатан) — индонезийский поэт, эссеист и переводчик.

## Краткая биография
Окончил Университет Гаджа Мада в Джокьякарте как переводчик с английского языка. С 1974 года преподаёт на филологическом факультете Университета Индонезия, некоторое время был его деканом. Лауреат ряда национальных и региональных литературных премий.

## Творчество
Выпустил первую книгу стихов в 1969 году. К 2008 году в Индонезии опубликовано восемь его поэтических сборников, значительное количество публицистических очерков, филологических исследований, а также ряд статей в местной периодике на социальные, культурные и спортивные темы.
В творчестве сильно влияние яванской традиции: сборник «Печаль твоя вечна» (1969), поэтическое содержание которого развивается в двух планах: личном (жизнь поэта, его любовь, искания) и философско-религиозном, насыщенном кораническими реминисценциями. Для стихов характерна простота слога, использование разговорной лексики. Несколько лирических стихотворений положены на музыку. Наибольшей популярностью пользуется песня «Я хочу», первые строки которой нередко используются в Индонезии при оформлении свадебных приглашений.
Один из наиболее авторитетных литературных переводчиков Индонезии. В частности, перевел на индонезийский язык повесть Эрнеста Хемингуэя «Старик и море» (1973), стихи Йоргоса Сефериса, Джалаладдина Руми, Джебрана Халиля Джебрана и других зарубежных авторов.

## Переводы стихов поэта на русский язык
- Я хочу любить тебя просто (Aku Ingin Mencintaimu dengan Sederhana); Моё сердце — как лист (Hatiku Selembar Daun); Я останавливаю дождь (Kuhentikan Hujan); Июньский дождь (Hujan di Bulan Juni); Вечность — это время (Yang Fana Adalah Waktu); Я послал тебе (Kukirimkan Padamu); Бумажный кораблик (Perahu Kertas). Перевод Виктора Погадаева[6].
- Я послал тебе; Бумажный кораблик [7].

## Награды
- Литературная премия Юго-Восточной Азии (1986)
- Премия Ахмада Бакри (2003)
- Литературная премия экватора (2004)
- Премия Джакартской академии (2012)